# Dieck (Selfkant)

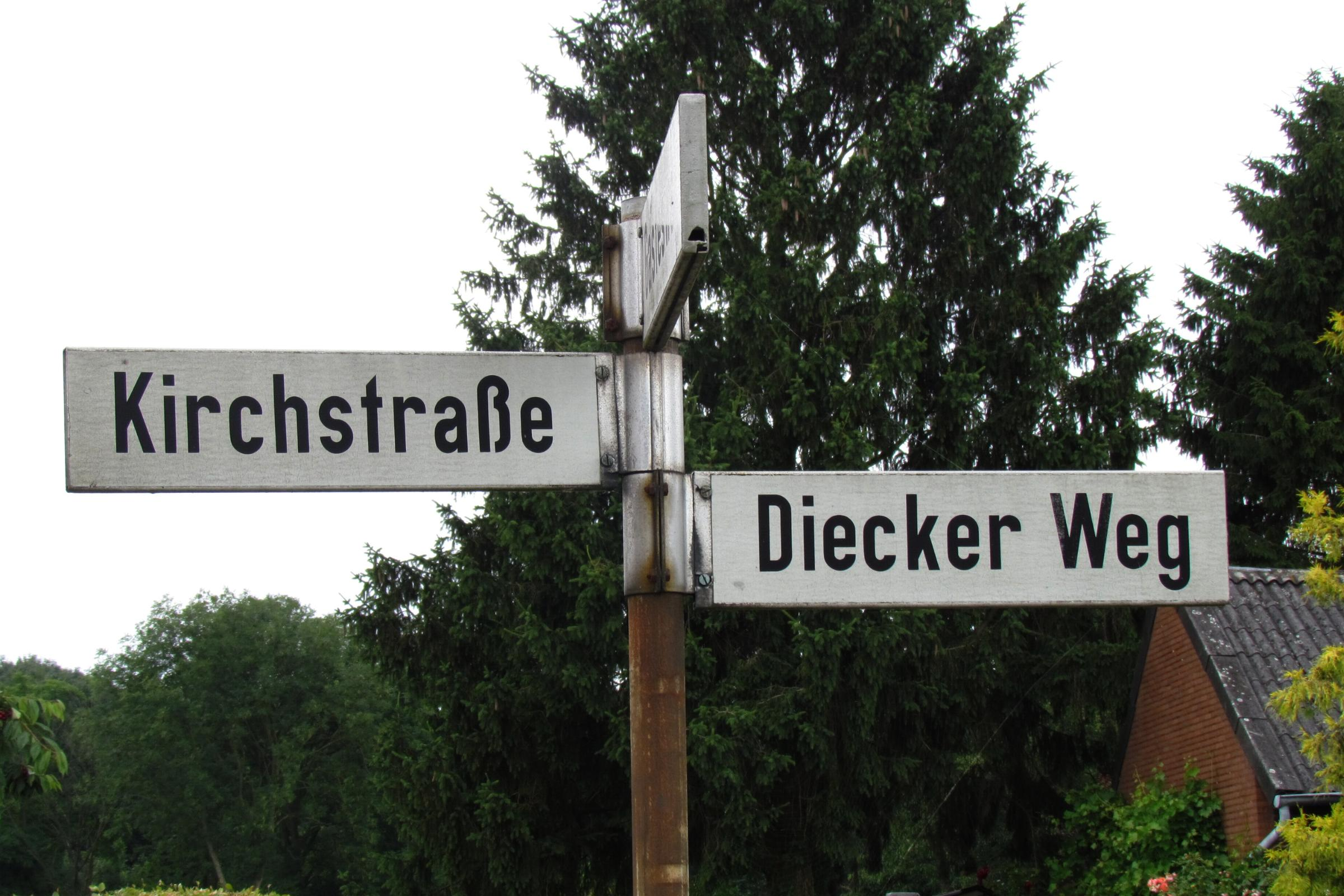
Wegweiser am Diecker Weg

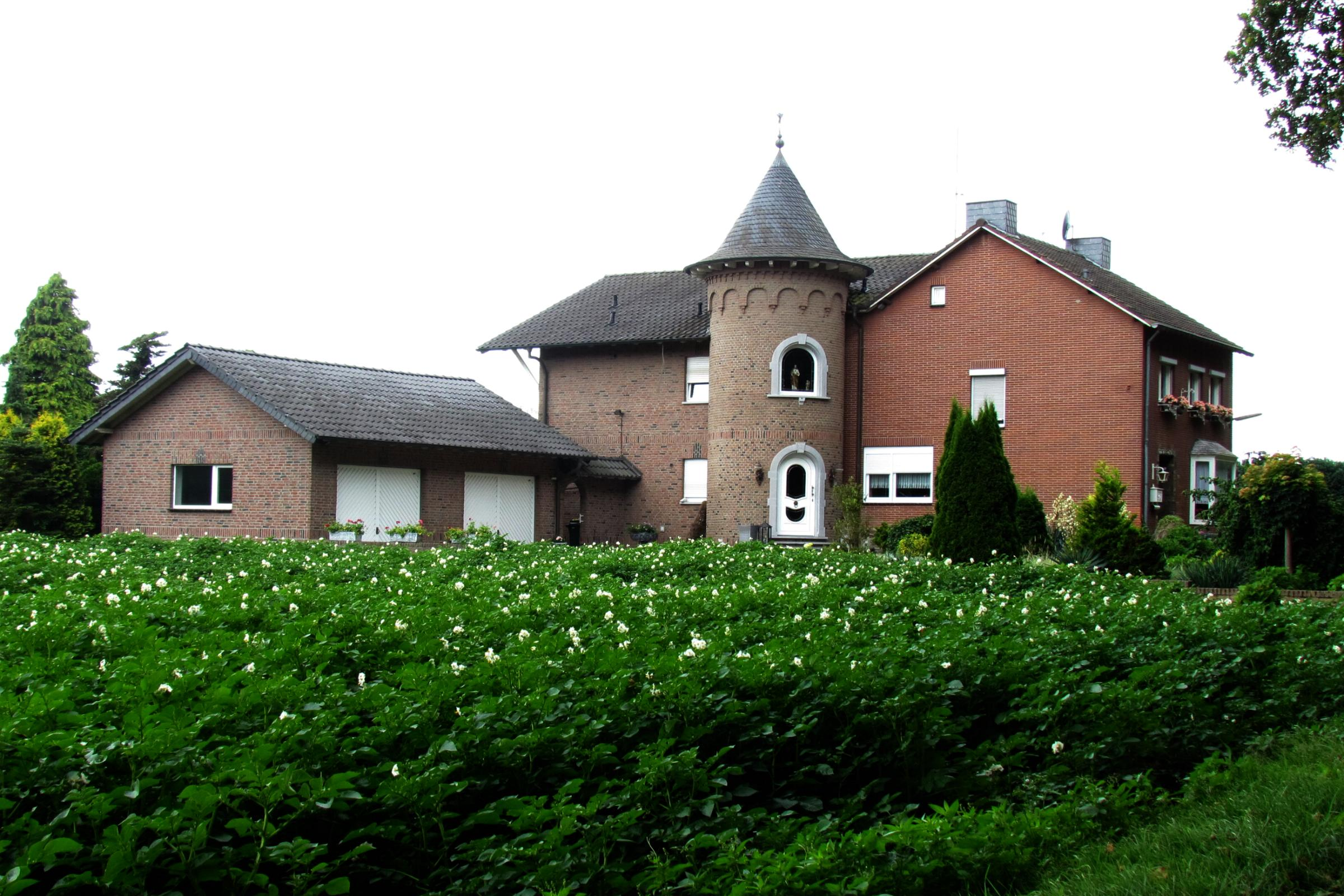
Wohnhaus am Diecker Weg

Dieck ist eine Siedlung in der Gemeinde Selfkant im nordrhein-westfälischen Kreis Heinsberg.

## Geographie

### Lage
Dieck liegt im östlichen Gebiet der Gemeinde Selfkant in der Nähe der Ortschaften Saeffelen zwischen Höngen und Broichhoven, am Naturschutzgebiet Höngener- und Saeffeler Bruch.

### Gewässer
Bei Starkregen und bei Schneeschmelze fließt das Oberflächenwasser aus den Bereich Dieck über den Saeffeler Bach in den Rodebach (GEWKZ 281822) und dann weiter  in die Maas. Der Rodebach hat eine Länge von 28,918 km bei einem Gesamteinzugsgebiet von 173,385 km².

### Nachbarorte
| Heilder | Saeffelen                                   | Bocket         |
| Stein   | Kompassrose, die auf Nachbargemeinden zeigt | Broichhoven    |
| Höngen  | Großwehrhagen                               | Kleinwehrhagen |

### Siedlungsform
Dieck ist eine Einzelsiedlung im Saeffelbachtal mit einer mehrteiligen Hofanlage. Noch 1828 jedenfalls bestand die Siedlung nur aus dem Gehöft Dieck.

## Geschichte

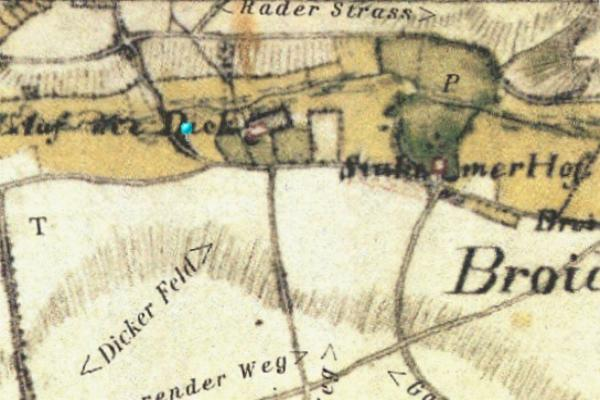
Dieck auf der Tranchotkarte 1803–1820

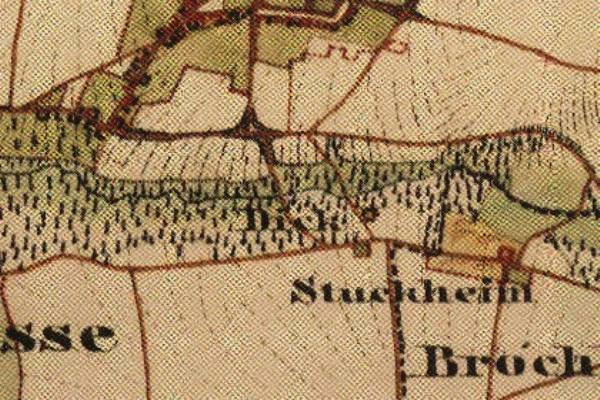
Dieck auf der Urkatasterkarte von 1846

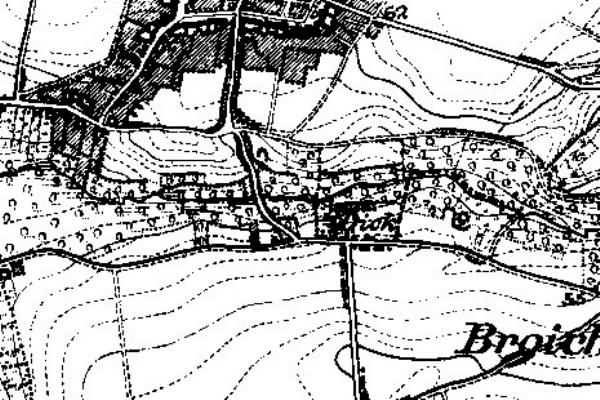
Dieck auf der Neuaufnahme von 1912

### Ortsname
- 14. Jahrhundert Dyke
- 1570 Dicker Hof
- 1846 Dieck

Der Ortsname entstammt dem Niederfränkischen bzw. dem Rhein-Maasländischen und bezeichnet eine Geländeaufschüttung, die im Rahmen der Urbarmachung und des Hochwasserschutzes dazu dient, eine feuchte Niederung zu entwässern bzw. ein Gelände als Bauland, als Verkehrsfläche und für die Landwirtschaft zu gewinnen.

### Ortsgeschichte
Das Gehöft Dieck gehörte früher zum jülicher Amt Millen. Der Hof war im 14. Jahrhundert als Heinsberger Lehen im Besitz der Lisa von Etzenrath (Etzenrode). Seit dem 16. Jahrhundert erscheint der Hof als Lehen der Mannkammer Millen und dürfte im 13. Jahrhundert mit der Herrschaft Millen an Heinsberg gekommen sein.
Das Gehöft Dieck hatte 1828 insgesamt 17 Einwohner und bildete mit Biesen, Großwehrhagen, Kleinwehrhagen sowie Höngen die Bürgermeisterei Saeffelen.
Vom 23. April 1949 bis zum 31. Juli 1963 stand der Selfkant und damit auch Dieck unter niederländischer Auftragsverwaltung. Am 1. August 1963 erfolgte nach Zahlung von 280 Millionen D-Mark die Rückführung.
Mit dem Gesetz zur Neugliederung von Gemeinden des Selfkantkreises Geilenkirchen-Heinsberg vom 24. Juni 1969 wurden am 1. Juli 1969 die Gemeinden Havert, Hillensberg, Höngen, Millen, Süsterseel, Tüddern, Wehr (Amt Selfkant) und die Gemeinde Saeffelen (Amt Waldfeucht) zur neuen amtsfreien Gemeinde Selfkant zusammengeschlossen.

### Kirchengeschichte

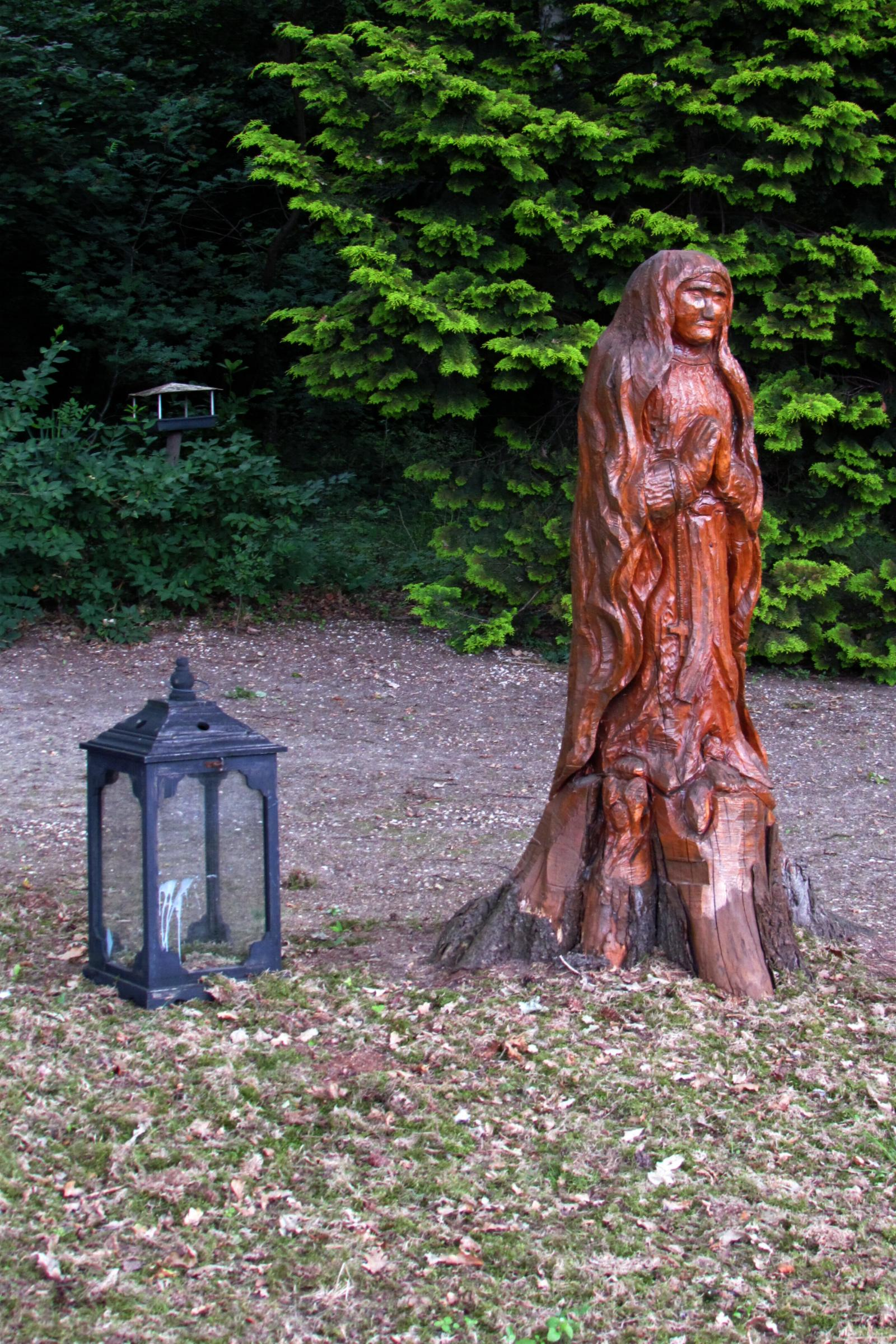
Madonna am Diecker Weg

Die Pfarre St. Lucia bestand aus Saeffelen mit Dieck und Heilder und war eine eigenständige Kirchengemeinde. Die Bevölkerung besteht zum größten Teil aus Katholiken.
In einer Urkunde aus 1276 wird eine Kapelle in Saeffelen benannt. Die Kirche stammt aus dem Jahre 1510 und hat 1770 einen Anbau erhalten. Seit 1925 gehört die Pfarre zum Dekanat Gangelt.
Im Zuge der Pfarrgemeindereformen im Bistum Aachen wurde die ehemals eigenständige katholische Pfarrgemeinde St. Lucia Saeffelen in die Gemeinschaft der Gemeinden (GdG) St. Servatius Selfkant eingegliedert.

## Politik
Gemäß § 3 (1) der Hauptsatzung der Gemeinde Selfkant  ist das Gemeindegebiet in Ortschaften eingeteilt. Dieck ist mit Höngen eine Ortschaft und wird nach § 3 (2) von einer Ortsvorsteherin in der Gemeindevertretung vertreten. Ortsvorsteherin der Ortschaft Höngen ist Ruth Deckers. (Stand 2013)

## Infrastruktur
- Es existiert ein Betrieb  mit Pferdehaltung und ein Steuerberater.
- Der Ort hat Anschluss an das Radverkehrsnetz NRW.

## Sehenswürdigkeiten
- Kath. Pfarrkirche St. Lucia in Saeffelen, als Denkmal Nr. 12
- Buntverglasung  Pfarrkirche[9]

## Vereine
- Freiwillige Feuerwehr Selfkant, Löscheinheit Höngen-Saeffelen
- St. Sebastianus Schützenbruderschaft Saeffelen
- Sozialverband VdK Deutschland – Ortsverband Selfkant betreut Dieck

## Regelmäßige Veranstaltungen
- Vogelschuss der Bruderschaft in Saeffelen
- Patronatsfest und Kirmes in Saeffelen

## Verkehr

### Autobahnanbindung
| BAB | Streckenabschnitt        | Anschlussstelle | Entfernung |
| --- | ------------------------ | --------------- | ---------- |
| A46 | Heinsberg – Düsseldorf   | AS Heinsberg    | 15 km      |
| A44 | Aachen – Mönchengladbach | AS Aldenhoven   | 30 km      |
| A4  | Aachen – Köln            | AS Weisweiler   | 40 km      |

### Bahnanbindung
Ab Bahnhof Geilenkirchen (ca. 15 km Entfernung)
| Linie | Linienbezeichnung | Linienverlauf                              |
| ----- | ----------------- | ------------------------------------------ |
| RE 4  | Wupper-Express    | Aachen–Mönchengladbach–Düsseldorf–Dortmund |
| RB 33 | Rhein-Niers-Bahn  | Aachen–Mönchengladbach–Duisburg–Essen      |

### Busanbindung
Die nächstgelegene Bushaltestelle Saeffelen Schule liegt rund 400 Meter von Dieck entfernt und wird von den AVV-Linien 438 und 474 der WestVerkehr an Schultagen bedient.
Zudem verkehrt der Multi-Bus seit dem 9. Juni 2024 kreisweit erweitert und zu einheitlichen Bedienzeiten. Mehr Informationen gibt es bei WestVerkehr.
| Linie | Linienverlauf |
| ----- | --- |
| 438   | Saeffelen – Kleinwehrhagen – Großwehrhagen – Höngen – Stein – Havert – Millen-Bruch – Isenbruch – Schalbruch |
| 474   | Heinsberg Busbf – (Aphoven – Laffeld –) Selsten – (Braunsrath – Löcken – Schöndorf – Obspringen – Brüggelchen) / Hontem – Waldfeucht – Bocket – Saeffelen / Abzw. Nachbarheid ← Breberen – (Harzelt ← Langbroich ←) (Kievelberg – Hastenrath) / (Brüxgen – Schümm) / Vinteln – Gangelt |

## Straßennamen
Diecker Weg